# Farid Ferragui
Farid Ferragui , cuyo verdadero nombre es Ali Ferragui , nacido el 25 de octubre de 1953 en Taka, una aldea en el municipio de M'Kira, Tizi Ouzou (Argelia), es un cantante y compositor de idioma cabilio.

## Biografía
Farid Farragui se graduó de la École normale de Tizi-Ouzou en 1973. Primero trabajó como profesor, luego director de un establecimiento escolar y en 1976 se fue a Francia.
Fue en 1981, cuando estaba en París para una capacitación en periodismo, cuando lanzó su primer éxito titulado Ay ul i gebɣan tullas , un título que tuvo éxito en  la Cabilia y con la diáspora cabileña establecida en Francia. Luego fue  álbum tras álbum, especialmente durante la década de 1980. De hecho, el álbum que contiene este título está grabado en 1979, pero su editor esperará dos años antes de ponerlo a la venta, y según una anécdota que el cantante evoca, al no ser informado de su lanzamiento, el se escuchó  a sí mismo por casualidad en un mercado de Montreuil.

## Trabajo
Musicalmente, Farid Ferragui siempre se ha destacado del resto de cantantes de Cabilia  de su generación, ya sea por su forma de componer o proponer su producto. Nunca usó otros instrumentos que (después de la guitarra clásica en sus inicios) el oud (de 1991) acompañado por el derbake y, a veces, el bendir; su música está completamente compuesta en un solo modo esencialmente basado en el cuarto de tono, llamado bayati en la música oriental. Cuando se le preguntó sobre esto, el artista justifica esta particularidad por razones prácticas, y que su audiencia aprueba: 

Cada uno como concibe las cosas, creo que las personas que aman lo que hago están acostumbradas a la voz y al laúd. Cambiar cualquier cosa hoy no está en mi cabeza. No niego que quizás podamos agregar algunos instrumentos, pero en ese momento, ya no sería el mismo Farid Ferragui y yo ya no estaría en mi elemento. Mi natural es mi voz, mi laúd y la percusión. Me atrevo a decir que es orgánico por decirlo de alguna manera.

Agregando, en otra ocasión, que en términos de composición, considera la elección del modo como un obstáculo para el espíritu creativo, a pesar de que este tipo de rutina siempre ha recibido críticas, especialmente de ciertos músicos, en los últimos años, donde la orquesta está ganando cada vez más importancia en la música de Cabilia.

## Discografía
| 1981: Ay ul i gebɣan tullas (Oh chicas amantes del corazón) |
| ----------------------------------------------------------- |
| 1. Iniɣem i wumi zzint tweḍfin                              |
| 2. Sebε-yyam                                                |
| 3. D acu ara ad yini wul                                    |
| 4. Win d iyi ifehmen yettru                                 |

| 1982:A yemma (Oh madre)  |
| ------------------------ |
| 1. D lweqt akem-ǧǧeɣ     |
| 2. Amek ara ttuɣ ass-nni |
| 3. Ugadeɣ a yemma        |
| 4. Tamɣart               |
| 5. D acu i k-yuɣen       |
| 6. Ruḥ dayen             |
| 7. Titbirt rebbaɣ        |

| 1983: Taxatemt (El anillo) |
| -------------------------- |
| 1. Taxatemt                |
| 2. Tin d iyi yerḥan        |
| 3. Izmawen n ttarix        |
| 4.Deg wuxxam la tettru     |
| 5. A widen yewwet Rebbi    |
| 6. Lebni                   |

| 1984: Lḥara (La casa)   |
| ----------------------- |
| 1. Ferḥi s mmi          |
| 2. Tismin               |
| 3. Ṭṭef lḥiḍ            |
| 4. A tin ara d-ttmektiɣ |
| 5. Taqsit n lhubiw      |
| 6. Lḥara                |

| 1985: Tagmatt (La fraternidad) |
| ------------------------------ |
| 1. Taqṣiṭṭ n zzwaǧ-iw          |
| 2. Temεict di Franṣa           |
| 3. Ay aḥbib anef-iyi           |
| 4. A baba                      |
| 5. Tagmatt                     |
| 6. Yelli                       |

| 1986: Tidett (La verdad) |
| ------------------------ |
| 1. Iḍ n zzwaǧ            |
| 2. Yiwen Yiwen           |
| 3. Ziɣ Leḥbab            |
| 4. D lferḥ i m-mennaɣ    |
| 5. Agni n tayri          |
| 6. Tidett                |

| 1987: Mačči d leqraya (No se propaga esto) |
| ------------------------------------------ |
| 1. Nebɣa ad tseggem                        |
| 2. Mačči d leqraya                         |
| 3. Zweǧ axir-am                            |
| 4. Iseεεed-am weqcic                       |
| 5. Ass i degi luleɣ                        |
| 6. Nek ad zewǧeɣ                           |

| 1988: Ay imḍebbren (A los que toman las decisiones) |
| --------------------------------------------------- |
| 1. Ay imḍebbren                                     |
| 2. Semḥeɣ-ak                                        |
| 3. Ttxilek ay ul berka                              |
| 4. Asefru amezwaru                                  |
| 5. G unnyir-iw tura                                 |
| 6. Wekkleɣ-as Rebbi i tayri                         |

| 1989: Akal d iẓuran (La tierra y las raíces) |
| -------------------------------------------- |
| 1. Γas tmegrem ijeǧǧigen                     |
| 2. Amjahed n tuber                           |
| 3. Akal d iẓuran                             |
| 4. Teḍra yidi                                |
| 5. Ur kem-xḍibeɣ                             |
| 6. Ad neqqim d leḥbab                        |
| 7. Ay iḍ                                     |

| 1990: Udem n tlelli (Cara de la libertad) |
| ----------------------------------------- |
| 1. Ul a-d-ixeddem imeṭṭi                  |
| 2. Ayen i y-izedɣen                       |
| 3. Ay ul-iw                               |
| 4.Udem n tlelli                           |
| 5. Ttxilek a gma                          |
| 6. Neǧǧa-kem                              |

| 1991: M'aa d-tezzi tefsut (Cuando vuelve la primavera) |
| ------------------------------------------------------ |
| 1. Kellxen-awen                                        |
| 2. Taqṣiṭṭ n Lezzayer(14 min 20 s")                    |
| 3. M'aa d-tezzi tefsut                                 |
| 4. Mazal tayri-m                                       |
| 5. Tayri unebdu                                        |

| 1992: Akessar d akessar (La bajada) |
| ----------------------------------- |
| 1. Akessar d akessar                |
| 2. W'iqqlen d ameksa                |
| 3. W'i s-yennan tayri teshel        |
| 4. Ur kkat ur ttaḍsa                |
| 5. Tudert n tmara                   |
| 6. Ay ul yessaramen                 |

| 1993: Ad necnu tayri (Cantemos al amor !) |
| ----------------------------------------- |
| 1. Ad necnu tayri (15 min)                |
| 2. Γas ḥemmleɣ-k                          |
| 3. Mačči d idrimen                        |
| 4. Aderwic n tayri                        |
| 5. Xdem lxir i lwaldin                    |
| 6. Ad nun-neǧǧ abrid                      |

| 1994: Tamurt-iw (Mi país) |
| ------------------------- |
| 1. Ay nudaɣ               |
| 2. Ay ul sεu nnif         |
| 3. Urar d ddunit          |
| 4. Tamurt-iw              |
| 5. Faḍma argaz-is         |
| 6. Azuḥ neɣ ciṭuḥ         |

| 1996: D kemmini i diyi-yuran (Estás destinado para mi) |
| ------------------------------------------------------ |
| 1. D kemmini i d-iyi-uran                              |
| 2. A mmi a mmi                                         |
| 3. Semmeḥ-as                                           |
| 4. Γas tεerḍeḍ-iyi                                     |
| 5. Ussan                                               |
| 6. Nettidir s lweswas                                  |
| 7. Instrumental (Azuḥ neɣ ciṭuḥ)                       |

| 1998: Targit (El sueño) |
| ----------------------- |
| 1. Ur kem-tettuɣ        |
| 2. Ah ya ttilifun       |
| 3. Yeḥwaǧ-it bab-is     |
| 4. Targit               |
| 6. Leḥbab               |
| 7. Mkul abrid           |

| 1998: Iceqqeq wedrar (La montaña está rota) |
| ------------------------------------------- |
| 1. Iceqqeq wedrar                           |
| 2. At Rebbi mi d steqṣan                    |
| 3. Muqel ɣer deffir                         |
| 4. Ayen akk ay bdiɣ                         |
| 5. Mačči s imeṭṭi                           |

| 2001: Terram-iyi-d ɣer tayri (Me trajiste de vuelta al amor) |
| ------------------------------------------------------------ |
| 1. Tafsut n Masinisa                                         |
| 2. Si tamart                                                 |
| 3. S ufus-iw                                                 |
| 4. Terram-iyi-d ɣer tayri                                    |
| 5. Nekni                                                     |
| 6. Ur ttrut                                                  |
| 7. Ur nudaɣ                                                  |

| 2003: Lebḥer (El mar embravecido) |
| --------------------------------- |
| 1. Eǧǧet-aɣ igenni                |
| 2. Wissen deg dammen              |
| 3. Ad truḥeḍ ad ɣ-teǧǧeḍ          |
| 4. Tεedda tefsut                  |
| 5. Acuɣer i d-tnudaḍ              |
| 6. Lebḥer                         |

| 2007: Asif n tudert (El río de la vida) |
| --------------------------------------- |
| 1. S anda i tt-wwin                     |
| 2. Kečč tesnulfaḍ-d                     |
| 3. Timeqbert i ttun                     |
| 4. Eggal ar d kemmini                   |
| 5. A w'iẓran udem-im                    |
| 6. Aẓ-ed ay igenni                      |

| 2012: Nek d yiman-iw (Conmigo mismo) |
| ------------------------------------ |
| 1. Acuɣer                            |
| 2. Amzun d assagi                    |
| 3. Asmekti n zzman                   |
| 4. Nek d yiman-iw (21 min 55 s")     |
| 5. Tiṭ i diyi-muqlen                 |

| 2016: Itri areggal (La estrella fugaz) |
| -------------------------------------- |
| 1. Am yitri iɛeddan                    |
| 2. I ṭṭlam weḥdi                       |
| 3. Nettraǧu                            |
| 4. Ccib                                |
| 6. Sikkideɣ deg-m a yemma              |
| 7. Mazal-ikem (Homenaje a mi madre)    |

## Familia
Su madre murió en enero de 2015.